# كيث دبليو. ويلكوكس
كيث دبليو. ويلكوكس (بالإنجليزية: Keith W. Wilcox)‏ هو مهندس معماري وسياسي أمريكي، ولد في 15 مايو 1921، وتوفي في 16 ديسمبر 2011. حزبياً، نشط في الحزب الجمهوري. وقد انتخب عضو مجلس نواب ولاية يوتا.